# Затылков, Вячеслав Фёдорович
Вячеслав Фёдорович Затылков (1924—2008) — полковник Советской Армии, участник Великой Отечественной войны, Герой Советского Союза (1946).

## Биография
Вячеслав Затылков родился 27 сентября 1924 года в деревне Митино (ныне — Верхнеландеховский район Ивановской области). С 1932 года вместе с семьёй переехал в посёлок Решетиха Володарского района Горьковской области, где окончил семь классов. В августе 1942 года окончил химический техникум в Дзержинске. С ноября 1943 года — на фронтах Великой Отечественной войны. Принимал участие в боях на Западном, 1-м и 2-м Прибалтийском фронтах. Участвовал в освобождении Белорусской ССР и Прибалтики, в августе 1944 года получил тяжёлое ранение под Ригой. Окончил курсы комсоргов батальонов, после чего участвовал в освобождении Польши и боях в Германии. К апрелю 1945 года младший лейтенант Вячеслав Затылков был комсоргом батальона 698-го стрелкового полка 146-й стрелковой дивизии 3-й ударной армии 1-го Белорусского фронта. Отличился во время штурма Берлина.
22 апреля 1945 года Затылков во главе штурмовой роты добровольцев перерезал железную дорогу в пригороде Берлина, уничтожив несколько десятков солдат и офицеров противника. Во время боёв за Берлин Затылков лично уничтожил 3 дзота и около 30 немецких солдат и офицеров.
Указом Президиума Верховного Совета СССР от 15 мая 1946 года за «образцовое выполнение заданий командования и проявленные мужество и героизм в боях с немецкими захватчиками» младший лейтенант Вячеслав Затылков был удостоен высокого звания Героя Советского Союза с вручением ордена Ленина и медали «Золотая Звезда» за номером 4719.
После окончания войны Затылков продолжил службу в Советской Армии. В 1953 году он окончил Военно-политическую академию имени Ленина. С 1969 года преподавал на военной кафедре Киевского государственного университета. В августе 1975 года в звании полковника он был уволен в запас. Проживал и работал в Киеве. В мае 2008 года Затылкову было присвоено звание генерал-майора Вооружённых сил Украины. Умер 22 сентября 2008 года, похоронен на Лесном кладбище Киева.
Был также награждён орденом Отечественной войны 1-й степени и рядом медалей.
В честь Затылкова названа улица в Решетихе.